# Seven NACRA Femenino 2013
El Seven NACRA Femenino (North America Caribbean Rugby Association) de 2013 fue la novena edición del torneo femenino de rugby 7 de la confederación norteamericana.
Se disputó el 9 y 10 de noviembre en George Town, Islas Caimán.

## Posiciones

### Grupo A
| Equipo                | Encuentros | Encuentros | Encuentros | Encuentros | Tantos  | Tantos    | Tantos     | Puntos |
| Equipo                | jugados    | ganados    | empatados  | perdidos   | a favor | en contra | diferencia | Puntos |
| --------------------- | ---------- | ---------- | ---------- | ---------- | ------- | --------- | ---------- | ------ |
| Canadá                | 3          | 3          | 0          | 0          | 135     | 0         | +135       | 9      |
| México                | 3          | 2          | 0          | 1          | 75      | 66        | +9         | 7      |
| Islas Caimán          | 3          | 1          | 0          | 2          | 29      | 73        | -44        | 5      |
| Islas Turcas y Caicos | 3          | 0          | 0          | 3          | 0       | 97        | -97        | 3      |

### Grupo B
| Equipo            | Encuentros | Encuentros | Encuentros | Encuentros | Tantos  | Tantos    | Tantos     | Puntos |
| Equipo            | jugados    | ganados    | empatados  | perdidos   | a favor | en contra | diferencia | Puntos |
| ----------------- | ---------- | ---------- | ---------- | ---------- | ------- | --------- | ---------- | ------ |
| Trinidad y Tobago | 3          | 3          | 0          | 0          | 69      | 17        | +72        | 9      |
| Bermudas          | 3          | 2          | 0          | 1          | 40      | 27        | +13        | 7      |
| Jamaica           | 3          | 1          | 0          | 2          | 24      | 31        | -7         | 5      |
| Curazao           | 3          | 0          | 0          | 3          | 10      | 78        | -68        | 3      |

#### Copa de oro
|  | Cuartos de final      | Cuartos de final      | Cuartos de final  |                   |        | Semifinales | Semifinales | Semifinales |                   |                   | Copa         | Copa         | Copa |  |
|  |                       |                       |                   |                   |        |             |             |             |                   |                   |              |              |      |  |
|  |                       |                       |                   |                   |        |             |             |             |                   |                   |              |              |      |  |
|  | Canadá                | Canadá                | 49                |                   |        |             |             |             |                   |                   |              |              |      |  |
|  | Canadá                | Canadá                | 49                |                   |        |             |             |             |                   |                   |              |              |      |  |
|  | Curazao               | Curazao               | 0                 |                   |        |             |             |             |                   |                   |              |              |      |  |
|  | Curazao               | Curazao               | 0                 |                   | Canadá | Canadá      | 38          |             |                   |                   |              |              |      |  |
|  |                       |                       |                   |                   | Canadá | Canadá      | 38          |             |                   |                   |              |              |      |  |
|  |                       |                       | Islas Caimán      | Islas Caimán      | 0      |             |             |             |                   |                   |              |              |      |  |
|  | Islas Caimán          | Islas Caimán          | Islas Caimán      | Islas Caimán      | 0      | 26          |             |             |                   |                   |              |              |      |  |
|  | Islas Caimán          | Islas Caimán          |                   |                   |        |             |             |             |                   |                   |              |              |      |  |
|  | Bermudas              | Bermudas              | 5                 |                   |        |             |             |             |                   |                   |              |              |      |  |
|  | Bermudas              | Bermudas              | 5                 |                   |        |             |             |             |                   | Canadá            | Canadá       | 51           |      |  |
|  |                       |                       |                   |                   |        |             |             |             |                   | Canadá            | Canadá       | 51           |      |  |
|  |                       |                       | México            | México            | 0      |             |             |             |                   |                   |              |              |      |  |
|  | México                | México                | México            | México            | 0      | 24          |             |             |                   |                   |              |              |      |  |
|  | México                | México                |                   |                   |        |             |             |             |                   |                   |              |              |      |  |
|  | Jamaica               | Jamaica               | 10                |                   |        |             |             |             |                   |                   |              |              |      |  |
|  | Jamaica               | Jamaica               | 10                |                   | México | México      | 17          |             |                   | Tercer lugar      | Tercer lugar | Tercer lugar |      |  |
|  |                       |                       |                   |                   | México | México      | 17          |             |                   | Tercer lugar      | Tercer lugar | Tercer lugar |      |  |
|  |                       |                       | Trinidad y Tobago | Trinidad y Tobago | 7      |             |             |             |                   |                   |              |              |      |  |
|  | Trinidad y Tobago     | Trinidad y Tobago     | Trinidad y Tobago | Trinidad y Tobago | 7      | 49          |             |             | Trinidad y Tobago | Trinidad y Tobago | 14           |              |      |  |
|  | Trinidad y Tobago     | Trinidad y Tobago     |                   |                   |        |             |             |             | Trinidad y Tobago | Trinidad y Tobago | 14           |              |      |  |
|  | Islas Turcas y Caicos | Islas Turcas y Caicos | 0                 |                   |        |             |             |             |                   |                   | Islas Caimán | Islas Caimán | 7    |  |
|  | Islas Turcas y Caicos | Islas Turcas y Caicos | 0                 |                   |        |             |             |             |                   |                   | Islas Caimán | Islas Caimán | 7    |  |
|  |                       |                       |                   |                   |        |             |             |             |                   |                   |              |              |      |  |

| Bandera de Canadá |
| Campeón Canadá    |
| 5.to título       |